# Martina Serafin

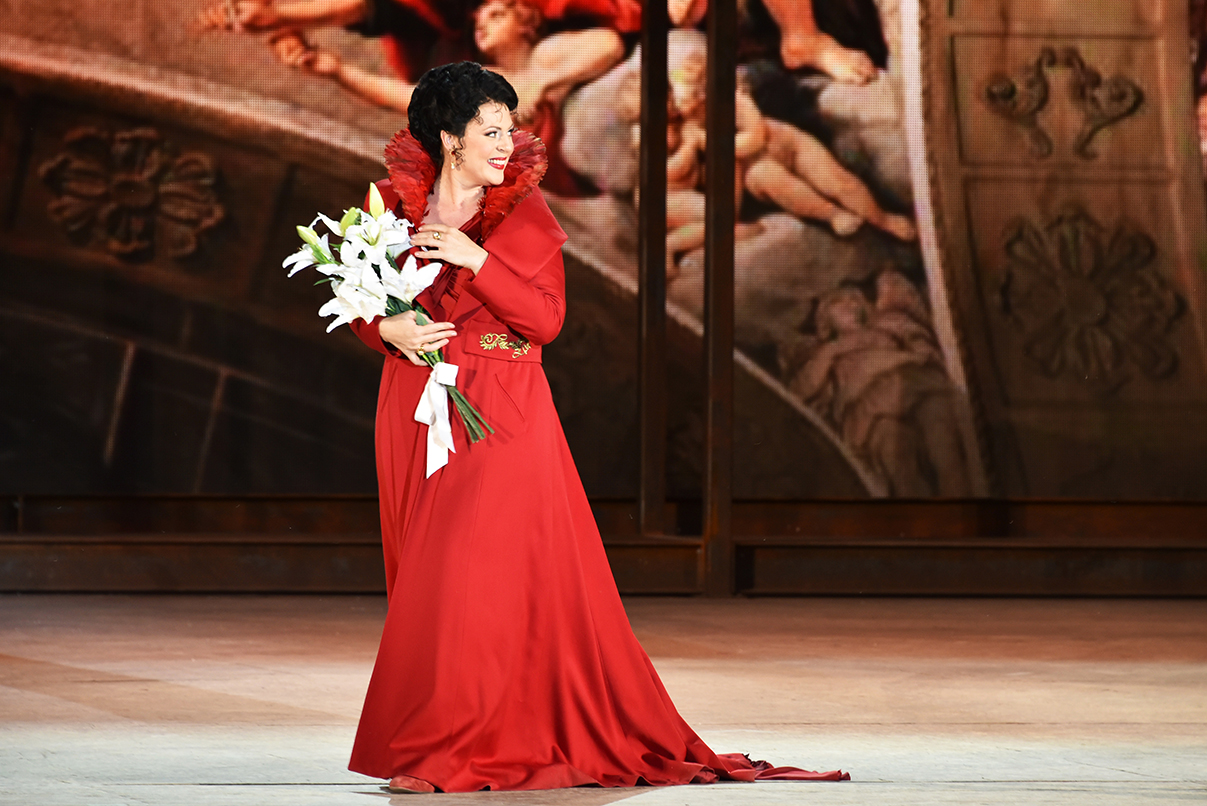
Martina Serafin als Tosca,
Opernfestspiele St. Margarethen 2015

Martina Serafin (* 4. April 1970 in Wien) ist eine österreichische Opernsängerin (Sopran).

## Leben
Martina Serafin erhielt ihre Gesangausbildung am Konservatorium der Stadt Wien bei Hilde Zadek, Otto Edelmann und Sigrid Martikke.
Im Jahr 1994 debütierte sie bei den Seefestspielen Mörbisch in der Operette Wiener Blut in der Rolle der Gräfin Zedlau, wo sie später auch im Bettelstudent als Laura, im Zigeunerbaron als Saffi sowie in Pariser Leben und dem Vogelhändler zu sehen war. Von 1995 bis 2000 war sie am Opernhaus Graz engagiert. 2005 debütierte sie an der Wiener Staatsoper als Donna Elvira in Don Giovanni. In den Folgejahren war sie dort unter anderem als Feldmarschallin im Rosenkavalier, als Sieglinde in der Walküre sowie in der Titelrolle von Tosca zu sehen. 2007 sang sie an der Staatsoper die Lisa in der Premiere von Pique Dame. Im April 2022 feierte sie in Wagners Tristan und Isolde neben Andreas Schager in einer Inszenierung von Calixto Bieito als Isolde Premiere.
Gastengagements führten sie unter anderem an die San Francisco Opera, an das Royal Opera House Covent Garden in London und an die Mailänder Scala. Als Konzertsängerin trat sie unter anderem am Concertgebouw Amsterdam, der Berliner Philharmonie, im Wiener Musikverein sowie in der Accademia di Santa Cecilia in Rom auf. Im August 2018 sang sie beim Grafenegg Festival an der Seite von Jonas Kaufmann und Falk Struckmann den ersten Aufzug aus der Walküre.
Bei der Oper im Steinbruch St. Margarethen gab sie 2015 die Titelpartie in Tosca, im Juli 2021 feierte sie dort mit der Titelpartie von Puccinis Turandot Premiere. Im August 2021 war sie in der Arena von Verona im Rahmen eines Gala-Abends an der Seite von Jonas Kaufmann zu erleben.
Martina Serafin ist die Tochter der Sopranistin Mirjana Irosch und des Sängers und Intendanten Harald Serafin. Ihr Halbbruder ist der Bariton Daniel Serafin. Sie ist mit dem Bassisten Alessandro Guerzoni verheiratet und lebt in Italien.

## Auszeichnungen
- 1991: Gewinnerin des Nico Dostal Gesangwettbewerbes Wien[2]